# Francisco Lino Cabriza
Francisco Lino Cabriza foi um militar do exército paraguaio durante a Guerra do Paraguai. Em 2 de julho de 1868, o Major Cabriza recebeu do presidente Francisco Solano López o comando das forças de assalto do Bermejo (avermelhado, em alusão ao Rio Vermelho de onde partiriam), também conhecidas como Bogavantes, que atacaram os encouraçados Barroso e Rio Grande próximo ao forte do Tagy no dia 9, no episódio conhecido como Abordagem do encouraçado Barroso e monitor Rio Grande. Francisco, àquela altura Coronel, foi um dos que enterraram López, após ser morto no dia 1 de março de 1870 em Cerro Corá.